# Лари (Италия)
Вижте пояснителната страница за други значения на Лари.
Лари (на италиански: Lari) е град в Италия, в регион Тоскана, община Кашана Терме Лари, провинция Пиза. Населението му е около 8500 души (2008).
До 1 януари 2014 г. градът е независима община. Старата община се е обединила с града Кашана Терме да създадат новата община.

## Известни личности
Родени в Лари
- Белармино Багати (1905 – 1990), археолог